# Lymphozyten-Selektin
L-Selektin (synonym L-Selectin, CD62L) ist ein Oberflächenprotein aus der Gruppe der Selektine.

## Eigenschaften
L-Selektin ist ein Lektin und beteiligt an der Zelladhäsion von Lymphozyten (B und T) bei einer Immunreaktion. Es vermittelt Zellkontakte zwischen Lymphozyten und Endothelzellen in Lymphknoten. Es ist am Rollen der Lymphozyten entlang der Zelloberflächen beteiligt. L-Selektin ist glykosyliert.